# Плъсти
Плъстите представляват нетъкани вълнени килими. В значителна степен съвпада с понятието „филц“, визирайки някои от естествените му и ръчно изработвани форми.
Начинът на създаване на плъсти е познат и усъвършенстван поне от около VI хилядолетие пр.н.е., според някои съвременни майстори на този занаят.

## Плъстене на вълна
Изработват се на колене на пода, без употребата на някакъв специален стан. Началната обработка на вълната се извършва с чепкало или – в по-късни времена – с машинен дарак. Реди се на тънки слоеве последователно в едната посока и после напречно на нея. Това се прави със специално приспособление, наречено „дрънд“. От името на този уред произхожда и названието на майсторите на плъсти – дръндари.
Така подготвените вълнени слоеве, навити на руло многократно се мокрят със сапунена вода и се начукват с чукало за да се сплъстят и заздравят вълнените нишки. За украса се добавят апликации от оцветени с естествени багрила в различни цветове и тонове орнаменти, ограничени единствено от въображението на майстора. За да има висока трайност и устойчивост задължително е сушенето на готовият килим да се извършва на слънчева светлина.

## Изделия
В региона на Кавказ и Близкия изток се изработват от подобен материал местните традиционни наметала (приличащи на българските ямурлуци), а в Средна Азия – походните жилища, наричани юрти, с каквито си служат хората в някои номадски общности. Плъстите са използвани и като постеля за спане на пода, какъвто е местният обичай в България до началото на ХХ век. Плъстите в някои региони са били част от чеиза (сватбения принос) на младите девойки, запазен за първата им брачна нощ, като по този повод са изработвани от бяла вълна.
В родопският регион и през XXI век се изработват освен плъстени постелки, също и оригинални носии и домашни обувки. В приземието на намиращия се в град Копривщица етнографски музей „Лютова къща“ има значителна колекция от тези изделия. В града все още могат да се видят вътрешни преградни стени в някои стари къщи, изработени от плъсти.
Майстори на този занаят организират на много места курсове по изработка на изделия по този метод, за да не се изгуби това изкуство. Различни модни дизайнери предлагат рокли, украсени с плъсти, шапки, колани, брошки, гривни, пръстени и други аксесоари.